# غار حاصل
اشکفت حاصل مربوط به دوران پارینه‌سنگی جدید - دوران فرادیرینه‌سنگی است و در شهرستان پاسارگاد، بخش مرکزی، شهر سعادتشهر، ۲/۵ک متری شمال غربی پلیس راه واقع شده و این اثر در تاریخ ۲۶ اسفند ۱۳۸۶ با شمارهٔ ثبت ۲۱۹۳۵ به‌عنوان یکی از آثار ملی ایران به ثبت رسیده است.